# Bříza bělokorá
Bříza bělokorá (Betula pendula), také bříza bradavičnatá nebo bříza bílá, je listnatá dřevina z čeledi břízovitých. Je to nejhojnější druh břízy v Evropě. Důvod jejího dalekosáhlého rozšíření od jižní Evropy až na daleký sever, případně do odpovídajících výškových poloh alpských pohoří Evropy, spočívá v její nenáročnosti a odolnosti vůči nepříznivému klimatu. Pravděpodobně přitom hraje důležitou úlohu její nápadně bílá kůra, která odráží podstatnou část dopadajícího záření. To se zdá být, zejména na silně a vytrvale osluněných místech, velice účinný znak přizpůsobivosti. Bříza představuje nenáročný rychle rostoucí strom, dorůstající výšky až 25 m, který je často používán a vysazován při rekultivacích krajiny či osazování exhalacemi odlesněného území. Je to typický pionýrský druh, který je velmi aktivní při kolonizaci zpustlé kulturní krajiny (opuštěná pole, louky, ale především skrývky, výsypky apod.). V hospodářských lesích však bývá často vnímána jako plevelný strom. Její dřevo dobře hoří, kůra hoří i mokrá.
Na pyl břízy je alergických 70 % až 80 % alergiků a tím se řadí na první místo mezi veškerými alergeny. Pyl je aktivní především od března do května, v závislosti na příslušné nadmořské výšce a slunečním svitu.

## Synonyma
- Betula verrucosa Ehrhart, 1791
- Betula alba Linné, 1753

## Rozšíření
Pochází z Evropy a Malé Asie. V České republice je obvyklý výskyt do nadmořské výšky do 1000 m n. m. V Evropě na severu je hranicí výskytu polární kruh. V jižní Evropě roste až po Pyreneje a Apeniny.

## Popis
Bříza je opadavá dřevina známá habitem vyšší oválné převisající koruny, strom s jemnou texturou drobného větvoví. Barva kmene je typicky černobílá. Dorůstá výšky až 25 m. Bříza bělokorá se přizpůsobuje různým klimatickým vlivům a tak vzhled dřeviny odráží podmínky stanoviště. Vyrůstá jako statný strom v nížinách, ale jako zakrslý stromek vysoko v horách nebo na severu v chladném podnebí.
Kůra je v mládí a na větvičkách hnědá, posléze se mění v bílou, příčně se odlupující borku, která je neocenitelnou pomůckou při rozdělávání ohně v přírodě. Letorosty bývají často převislé (odtud název pendula). Pupeny jsou špičaté, lesklé a lepkavé, odstávající. Listy jsou trojúhelníkovité, zaoblené, okraje listů pilovité. Samčí jehnědy jsou převislé, 4–7 cm dlouhé, objevují se v dubnu až červnu. Plody – drobné nažky – jsou asi 2 mm velké a lehké (rozšiřují se větrem na velké vzdálenosti). Plodit začíná ve stáří 10 až 15 let.

## Možnost záměny
S ohledem na široké druhové spektrum rodu v mnoha různých podmínkách může laik druh snadno zaměnit s mnoha druhy v rámci rodu, například druhy Betula utilis, Betula pubescens, Betula populifolia, Betula platyphylla, Betula papyrifera a mnoha dalšími.

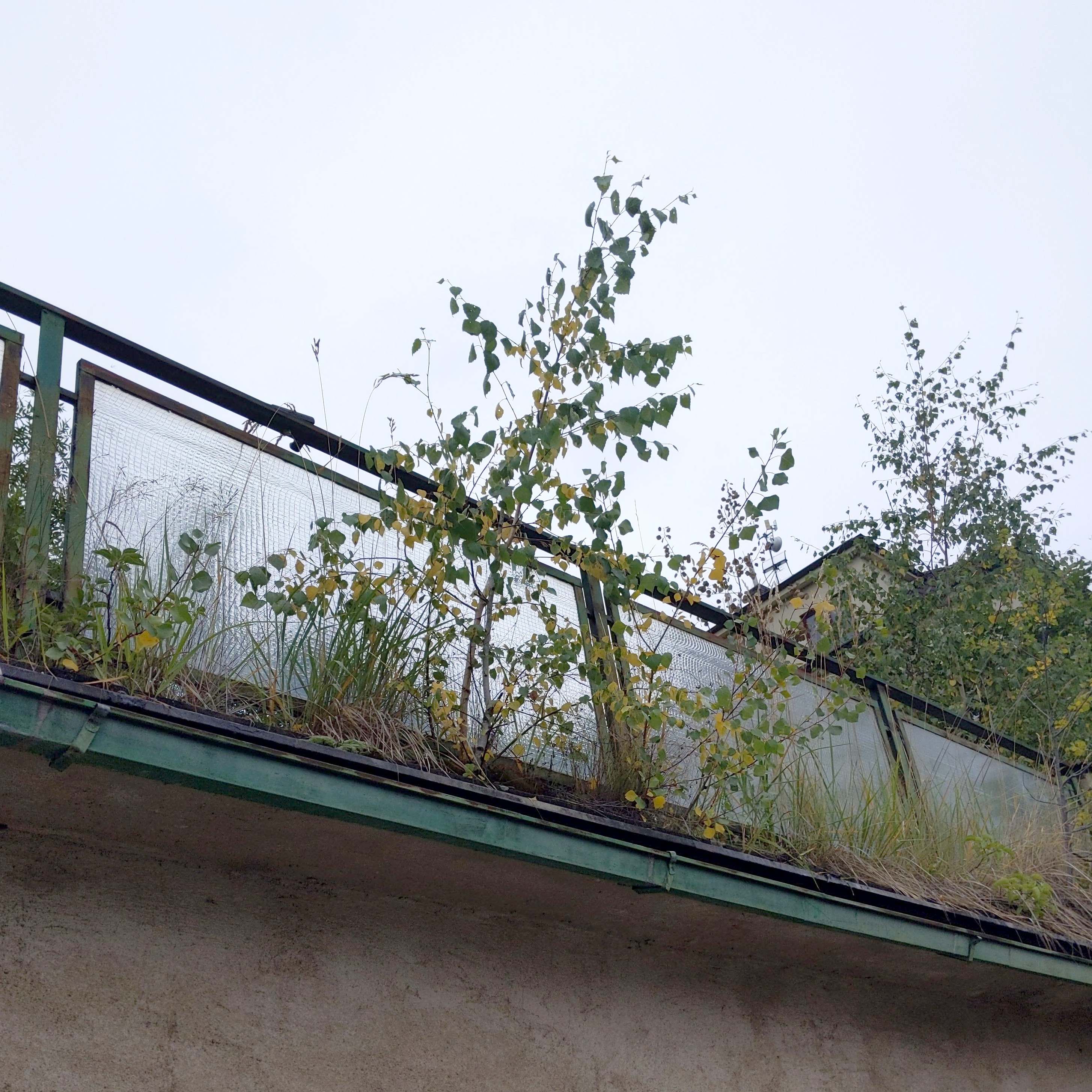
Lehká semena břízy mohou vyklíčit například i v okapu.

## Ekologie
Typickým stanovištěm pro břízu bělokorou jsou světlé polohy, ve stínu trpí. Jako jeden z evropských nejtypičtějších pionýrských druhů obsazuje půdy narušené antropogenní činností (např. skrývky a výsypky), nebo paseky a požářiště, prostě všude tam, kde je dostatek světla a alespoň minimum vláhy. Osidluje i suché stanoviště s propustnou půdou, ale lze ji najít obecně, a to i na méně příznivých stanovištích, jako jsou rašeliniště a mokřady. Zde ji však někdy nahrazují jiné druhy rodu. Semena břízy (i semena ostatních pionýrských dřevin) dokážou díky své malé hmotnosti překonat velké vzdálenosti a uchytit se tam, kde jsou pro ně přijatelné podmínky.
Bříza bělokorá je součástí porostů, které tvoří základ prvních porostů dřevin na daném stanovišti. Tvoří iniciální stadium lesního ekosystému např. spolu s borovicí lesní, ve vyšších nadmořských výškách např. s jeřábem. V ochraně těchto porostů, pak v dalším stadiu lesního ekosystému, vyrůstají náročnější tzv. klimaxové dřeviny. Jako klasická pionýrská dřevina má rychlý růst v mládí, brzkou plodnost a nízký věk.
Břízy jsou stromem, kde si s oblibou dělají dutiny v kmeni ptáci. Je napadána, zejména po poranění, houbovými chorobami, častým parazitem bříz, který způsobuje jejich rychlý úhyn, je březovník obecný (Piptoporus betulinus). Porosty břízy jsou důležité pro tetřívka obecného, který zde nalézá úkryt a potravu.

## Výskyt
Je vysazována i v monokulturách, (paseky a osluněná místa s narušenou půdou, skrývky, výsypky, výskyt uhelných slojí apod.), je jako příměs přítomná prakticky ve všech lesích (mimo lužní) od nížin, přes pahorkatiny až do hor, kde ji střídá její příbuzný druh bříza pýřitá.

## Obsahové látky
Bílý pigment kůry obsahuje triterpenický pentacyklický steroidní alkohol betulin s antiflogistickými vlastnostmi. Dále obsahuje účinné látky hořčiny, třísloviny, silice, pryskyřice, vitamín C a saponiny.

## Léčivé působení
Březové listy jsou prastarou součástí lidového léčitelství, zejména u slovanských národů.[zdroj?] List se sbírá v květnu a červnu. V Rusku je získávána březová míza počátkem jara naříznutím kmene.[zdroj?] V jiných zemích tato praxe není běžná a povolená.
Droga má dehydratační účinek.[zdroj?] Používá se jako diuretický prostředek, pomáhá při bolestech kloubů.
Březová míza se používá jako anthelmintikum, antihydrotikum, proti vyrážce a také jako prostředek (např. šampony) pro výživu a růst vlasů.

## Použití

### V lidovém léčitelství
Podle zdroje je diuretický čaj připravován tak, že dvěma sklenicemi vroucí vody jsou přelity 4 čajové lžičky sušeného řezaného listu a je ponecháno vyloužit.[zdroj?] Čaj z březových listů má podle tohoto zdroje též dezinfekční účinek. Při žaludečních a střevních kolikách je někdy doporučeno svařit 2 čajové lžičky březové mízy a 1/3 l bílého vína. Toto množství má být po doušcích vypito.[zdroj?]

### Zahradnictví
Bříza bělokorá je běžně používána do liniových výsadeb, jako jsou stromořadí podél cest. Bříza Betula pendula 'Youngi' byla v druhé polovině 20. století v ČR nadužívanou soliterou nebo dominantou výsadeb. Bříza bělokorá je běžná v nekomponovaných výsadbách při ozeleňování lidských sídlišť. Dřevinu lze použít při komponované výsadbě spolu s pomalu rostoucími dřevinami s plánem pionýrské dřeviny po čase odstranit. Značnou nevýhodou je vysušování stanoviště, které bříza způsobuje. Růst cenných dřevin je pak pomalý.

## Národní strom
V Rusku a některých dalších zemích bývalého SSSR je bříza považována za národní strom. Jenom na území samotného Ruska se její porosty odhadují na 10 miliónů hektarů.

## Památné stromy
- Popovská bříza

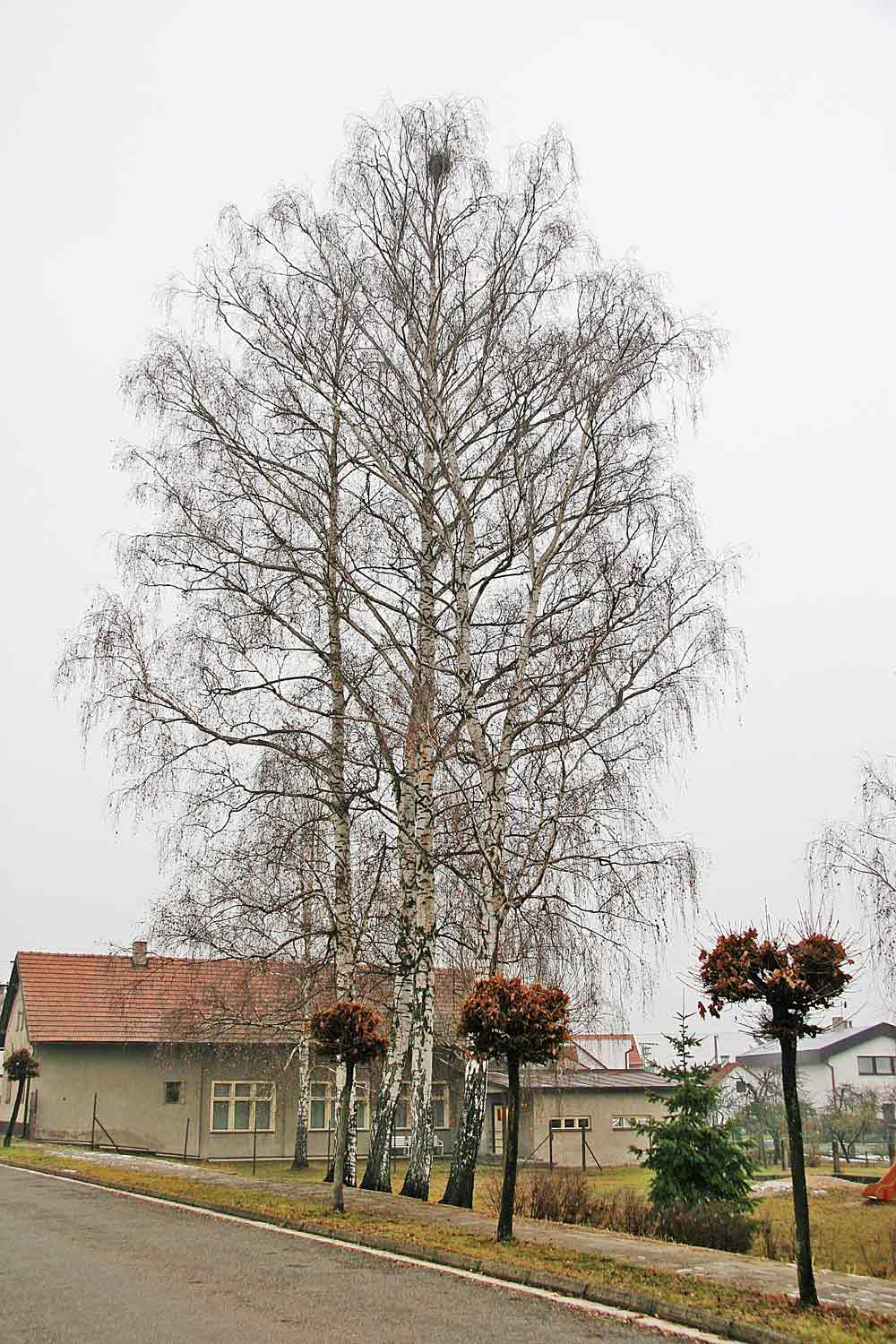
Zimní habitus břízy bělokoré
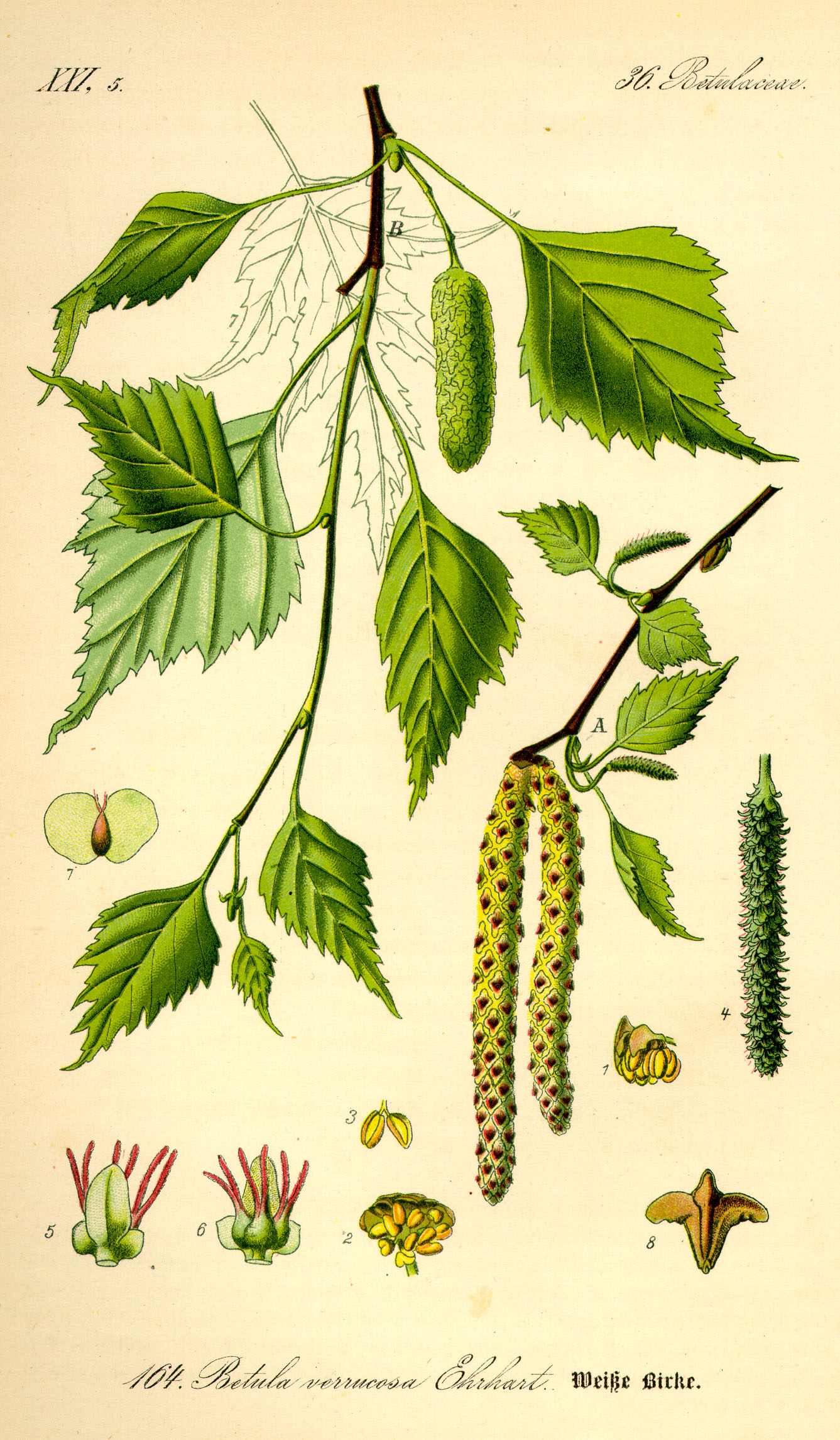
Ilustrace z herbáře